# AFL sezona 1968.
AFL sezona 1968. je bila deveta po redu sezona AFL lige američkog nogometa. Završila je 29. prosinca 1968. utakmicom između pobjednika istočne divizije New York Jetsa i pobjednika zapadne divizije Oakland Raidersa u kojoj su pobijedili Jetsi rezultatom 27:23 i osvojili svoj prvi naslov prvaka AFL-a. Dva tjedna kasnije, Jetsi su u Super Bowlu III pobijedili prvake NFL lige Baltimore Coltse rezultatom 16:7 i postali prva AFL momčad koja je osvojila Super Bowl.
Kao deseta i posljednja momčad od ove sezone su članovima lige postali Cincinnati Bengalsi, koji su priključeni zapadnoj diviziji. 

## Poredak po divizijama na kraju regularnog dijela sezone
| Istočna divizija |     |     |     |      |     |     |
| Momčad           | Pob | Por | Ner | %    | P+  | P-  |
| New York Jets*   | 11  | 3   | 0   | 78.6 | 419 | 280 |
| Houston Oilers   | 7   | 7   | 0   | 50.0 | 303 | 248 |
| Miami Dolphins   | 5   | 8   | 1   | 38.5 | 276 | 355 |
| Boston Patriots  | 4   | 10  | 0   | 28.6 | 229 | 406 |
| Buffalo Bills    | 1   | 12  | 1   | 7.7  | 199 | 367 |

| Zapadna divizija    |     |     |     |      |     |     |
| Momčad              | Pob | Por | Ner | %    | P+  | P-  |
| Oakland Raiders*    | 12  | 2   | 0   | 85.7 | 453 | 233 |
| Kansas City Chiefs* | 12  | 2   | 0   | 85.7 | 371 | 170 |
| San Diego Chargers  | 9   | 5   | 0   | 64.3 | 382 | 310 |
| Denver Broncos      | 5   | 9   | 0   | 35.7 | 275 | 404 |
| Cincinnati Bengals  | 3   | 11  | 0   | 21.4 | 215 | 329 |

Napomena: * - ušli u doigravanje, % - postotak pobjeda, P± - postignuti/primljeni poeni

## Doigravanje

### Divizijska runda - zapadna divizija
- 22. prosinca 1968. Oakland Raiders - Kansas City Chiefs 41:6

### Prvenstvena utakmica AFL-a
- 29. prosinca 1968. New York Jets - Oakland Raiders 27:23

### Super Bowl
- 12. siječnja 1969. Baltimore Colts - New York Jets 7:16

## Nagrade za sezonu 1968.
- Najkorisniji igrač (MVP) - Joe Namath, quarterback, New York Jets

## Statistika po igračima
- Najviše jarda dodavanja: John Hadl, San Diego Chargers - 3473
- Najviše jarda probijanja: Paul Robinson, Cincinnati Bengals - 1023
- Najviše uhvaćenih jarda dodavanja: Lance Alworth, San Diego Chargers - 1312